# Platyophryidae
Famille
Les Platyophryidae sont une famille de Ciliés de la classe des Colpodea et de l’ordre des Cyrtolophosidida.

## Étymologie
Le nom de la famille vient du genre type Platyophryides, dérivé du grec ancien πλατύς / platús, « plat, large », et de οφρύς / ophrýs, sourcil, en référence à l'aspect compressé de l'organisme et à la présence de soies faisant penser à des sourcils.

## Liste des genres
Selon GBIF (17 novembre 2022) :
- Cirrophrya Gellért, 1950
- Platyophrya Kahl, 1926
- Platyophryides Foissner, 1987
- Platyophyra

## Systématique
La famille des Platyophryidae a été créée en 1979 par Pierre de Puytorac (d), Fernando Perez-Paniagua (d) et Julio Pérez-Silva (d).